# Chasing Cars
«Chasing Cars» (en español: «Persiguiendo coches») es el título de una canción interpretada por la banda de rock alternativo norirlandesa-escocesa Snow Patrol, incluida en su cuarto álbum de estudio, Eyes Open (2006), Se lanzó como el segundo sencillo de dicho álbum el 29 de mayo de 2006 en los Estados Unidos y el 24 de julio del mismo año en el Reino Unido. La canción obtuvo gran popularidad en los Estados Unidos tras sonar en la popular serie de televisión Anatomía de Grey. También ha sido notorio el impacto que las descargas legales han reflejado en las ventas de sencillos en el Reino Unido, finalizando en el año 2006 como el decimocuarto sencillo más vendido del año y consolidándose como el mejor sencillo en ventas de Snow Patrol hasta la fecha.

## Video musical
Existen dos versiones del video musical: una para el Reino Unido y otra para los Estados Unidos. En el primero (2006), Gary Lightbody (vocalista del grupo) se encuentra tumbado en el suelo, mientras que la cámara lo filma desde diferentes ángulos. Empieza a llover y Gary entra en una piscina cercana y al final del video, sale del agua, se sacude, se eleva sobre sus pies y mira a la cámara. En la segunda versión (2007), el vocalista se encuentra en diferentes lugares, mientras se tumba en el suelo mirando al cielo en diferentes escenarios, como al medio de una calle deteniendo el tráfico, al final de una escalera, en los pasillos de un tren subterráneo y en la cima de un cerro,  con la cámara siempre filmando desde arriba y al final, se encuentra recostado sobre una cama en una habitación.

## Lista de canciones y formatos
- UK Promo (lanzado en julio de 2006)

1. «Chasing Cars» [radio edit] – 4:08
2. «Chasing Cars» [álbum versión] – 4:27

- UK CD (lanzado en 24 de julio de 2006)

1. «Chasing Cars» [álbum versión] – 4:27
2. «It Doesn't Matter Where, Just Drive» – 3:37

- UK 7" (lanzado en 24 de julio de 2006)

1. «Chasing Cars» [álbum versión] – 4:27
2. «Play Me Like Your Own Hand» – 4:15

- European CD (lanzado en octubre de 2006)

1. «Chasing Cars» [álbum versión] – 4:27
2. «Play Me Like Your Own Hand» – 4:15
3. «It Doesn't Matter Where, Just Drive» – 3:37

- U.S. Promo (lanzado en julio de 2006)

1. «Chasing Cars» [Top 40 Edit] – 3:58

- U.S. iTunes single (lanzado 6 de junio de 2006)

1. «Chasing Cars» [Live in Toronto] – 4:28

- Edición especial holandesa

1. «Chasing Cars» – 4:27
2. «You're All I Have» (live from BNN) – 4:29
3. «How To Be Dead» (live from BNN) – 3:24
4. «Chasing Cars» (live from BNN) – 4:20

- México & Australia Promo

1. «Chasing Cars» [Radio Edit] – 4:08
2. «Chasing Cars» [Álbum Versión] – 4:27

- Reino Unido & Irlanda Bootleg 12" (lanzado el 22 de enero de 2007)

1. «Chasing Cars» [Blake Jarrell & Topher Jones Remix] – 7:35
2. «Open Your Eyes» [Allende Remix] – 7:29

- Edición Especial YouTube (lanzado el 31 de octubre de 2018)

1. «Chasing Cars (Spanish Version)» [MOON&SUN · Israel De Corcho & Chris Garcia] – 3:49

## Posicionamiento en listas y certificaciones
| Listas (2006–07)                            | Mejor posición |
| ------------------------------------------- | -------------- |
| Alemania (Offizielle Deutsche Charts)       | 8              |
| Australia (ARIA)                            | 53             |
| Austria (Ö3 Austria Top 40)                 | 2              |
| Bélgica (Flandes) (Ultratop 50)             | 3              |
| Bélgica (Valonia) (Ultratip Bubbling Under) | 13             |
| Canadá (Hot 100)                            | 18             |
| República Checa (Rádio Top 100)             | 3              |
| Dinamarca (Tracklisten)                     | 13             |
| España (Top 100 Canciones)                  | 19             |
| Estados Unidos (Billboard Hot 100)          | 5              |
| Estados Unidos (Pop 100)                    | 6              |
| Estados Unidos (Alternative Songs)          | 8              |
| Estados Unidos (Top 40 Mainstream)          | 10             |
| Estados Unidos (Adult Top 40)               | 1              |
| Estados Unidos (Adult Contemporary)         | 1              |
| Europa (European Hot 100)                   | 10             |
| Francia (SNEP)                              | 57             |
| Irlanda (IRMA)                              | 6              |
| Noruega (VG-lista)                          | 9              |
| Nueva Zelanda (Recorded Music NZ)           | 3              |
| Países Bajos (Dutch Top 40)                 | 24             |
| Reino Unido (UK Singles Chart)              | 6              |
| Suecia (Sverigetopplistan)                  | 40             |
| Suiza (Schweizer Hitparade)                 | 4              |

| País          | Organismo certificador | Certificación    | Ventas  |
| ------------- | ---------------------- | ---------------- | ------- |
| Alemania      | BVMI                   | Disco de Oro     | 150 000 |
| Australia     | ARIA                   | Disco de Platino | 210 000 |
| Nueva Zelanda | RIANZ                  | Disco de Platino | 15 000  |

### Sucesión en las listas
| Predecesor: It's Not Over de Daughtry | U.S. Billboard Adult Top 40 — Sencillo N.º 1 17 de febrero de 2007 — 2 de marzo de 2007 | Sucesor: How to Save a Life de The Fray |

| Predecesor: Waiting on the World to Change de John Mayer | U.S. Billboard Adult Contemporary — Sencillo N.º 1 (Primera vuelta) 2 de junio de 2007 — 8 de junio de 2007   | Sucesor: Waiting on the World to Change de John Mayer |
| Predecesor: Waiting on the World to Change de John Mayer | U.S. Billboard Adult Contemporary — Sencillo N.º 1 (Segunda vuelta) 16 de junio de 2007 — 22 de junio de 2007 | Sucesor: Waiting on the World to Change de John Mayer |
| Predecesor: Waiting on the World to Change de John Mayer | U.S. Billboard Adult Contemporary — Sencillo N.º 1 (Tercera vuelta) 7 de julio de 2007 — 13 de julio de 2007  | Sucesor: Waiting on the World to Change de John Mayer |